# Lydomorphus verrucicollis
Lydomorphus verrucicollis là một loài bọ cánh cứng trong họ Meloidae. Loài này được Karsch miêu tả khoa học năm 1881.